# Sorbus ovalis
Sorbus ovalis är en rosväxtart som beskrevs av Mcall.. Sorbus ovalis ingår i släktet oxlar, och familjen rosväxter. Inga underarter finns listade i Catalogue of Life.